# Haragondanahalli, Hosadurga
Haragondanahalli là một làng thuộc tehsil Hosadurga, huyện Chitradurga, bang Karnataka, Ấn Độ.